# Emily Kusche
Emily Kusche (geboren 15 januari 2002 in Berlijn) is een Duitse actrice. 

## Biografie
Kusche groeide op in de Berlijnse wijk Prenzlauer Berg. Ze is al sinds de basisschool geïnteresseerd in acteren en is in veel commercials voor de camera verschenen. In 2011 was ze voor het eerst te zien in de ZDF-serie Löwenzahn in een kleinere rol op tv. In 2013 nam ze een van de hoofdrollen op zich in de filmproductie Het kleine spookje. 
In 2017 was Kusche te zien als jonge migrant in het filmdrama Tigermilch, in 2018 gevolgd door een hoofdrol naast Wotan Wilke Möhring in de actiefilm Steig. Nicht. Aus!. Ook speelde ze samen met Möhring in de film Das perfekte Geheimnis in 2019 en in de televisieserie Sløborn in 2020.

## Filmografie (selectie)
- 2013: Das kleine Gespenst (bioscoopfilm)
- 2017: Tigermilch
- 2018: Steig. Nicht. Aus! (bioscoopfilm)
- 2018: Ballon (bioscoopfilm)
- 2019: Dogs of Berlin (tv-serie)
- 2019: Das perfekte Geheimnis (bioscoopfilm)
- 2019: Der Kroatien-Krimi (tv-serie, 1 aflevering, Der Mädchenmörder von Krac)
- 2020: Sløborn (tv-serie)
- 2020: Cortex (bioscoopfilm)
- 2023: Doppelgänger
- 2023: Retribution (bioscoopfilm)